# John Riley (chanson)
Pour les articles homonymes, voir John Riley.
John Riley est une chanson populaire anglaise, également connue sous les titres Johnny Riley, The Broken Token ou A Fair Young Maid All in Her Garden.

## Thème
Les paroles de la chanson racontent comment une jeune fille refuse la proposition que lui fait un inconnu de l'épouser ; elle lui explique qu'elle attend son promis, John Riley, parti depuis sept ans par-delà la mer, et que même si celui-ci a péri ou bien a trouvé une nouvelle femme, elle lui restera fidèle. L'inconnu se démasque alors : c'était John Riley, revenu de ses voyages et éprouvant la fidélité de sa bien-aimée.

## Interprètes
Joan Baez interprète cette chanson sur son premier album, Joan Baez, sorti en 1960. À sa suite, de nombreux artistes rattachés au courant folk ont repris John Riley, notamment Judy Collins sur l'album A Maid of Constant Sorrow (1961) et le groupe The Byrds sur l'album Fifth Dimension (1966).
En 2022, le groupe écossais d'électro-folk Niteworks réalise une chanson reprenant le thème de John Riley, avec Beth Malcolm au chant.

## Paroles
A fair young maid all in her garden,

A strange young man comes passing by

Saying fair maid, will you marry me

And this answer was her reply

No kind sir, I cannot marry thee

For I've a love who sails all on the sea

He's been gone for seven years

But still no man will I marry

Well what if he's in some battle slain

Or drowned in the deep salt sea

Or what if he's found another love

And he and his love both married be?

If he's in some battle slain

I will die, when the moon doth wane

And if he's drowned in the deep salt sea

I'll be true to his memory

And if he's found another love

And he and his love both married be

Then I wish them health and happiness

Where they now dwell across the sea

He picked her up all in his arms

And kisses gave her one two and three

Saying weep no more my own true love

I am your long lost John Riley.